# 魔法のじゅうたん/シャツを洗えば（ヴァージョン2）
「魔法のじゅうたん/シャツを洗えば（ヴァージョン2）」はくるり23枚目のシングル。

## 概要
前作から約1年3ヶ月ぶりの、両A面シングル。”魔法のじゅうたん”は大鵬薬品工業 チオビタドリンクのCMソングになっている。

## 収録内容
1. 魔法のじゅうたん
2. シャツを洗えば（ヴァージョン2）

### 初回限定盤
1. 東京レレレのレのビデオ
2. 温泉のビデオ